# André Derain
André Derain (Chatou, 10 juni 1880 – Garches, 8 september 1954) was een Frans kunstschilder en beeldhouwer, die ook actief was als sieraadontwerper.

## Biografie
Derain volgde in Parijs de kunstacademie, waar hij bevriend raakte met Henri Matisse. In 1900 huurde hij een studio met Maurice de Vlaminck en begon hij met het schilderen van zijn eerste landschappen. Matisse, Derain en De Vlaminck worden beschouwd als de grondleggers van het fauvisme.
In 1920 won Derain de prestigieuze Carnegieprijs en lag de wereld voor hem open. Hij exposeerde onder meer in Berlijn, Düsseldorf, Frankfurt, Londen en New York.
In 1941 accepteerde Derain een uitnodiging van Duitsland voor een bezoek aan dat land, wat door de Duitse oorlogspropaganda werd uitgebuit. In 1944 sloeg hij een uitnodiging af van de regering-Pétain tot benoeming als directeur van de École des Beaux-Arts. Na de bevrijding werd Derain in Frankrijk gezien als collaborateur en viel hij in ongenade. Zijn werk werd niet langer op exposities getoond, wat zijn relatieve onbekendheid verklaart. Zijn werken brengen tegenwoordig echter vele miljoenen euro's op.
Derain overleed op 74-jarige leeftijd.

## Werk
Derain werd bekend met zijn landschappen en, in zijn Londense periode, met zijn bruggen over de Theems en zijn schilderingen van Hyde Park. Nadat hij Picasso had leren kennen, kregen zijn landschappen gaandeweg een geometrische abstractie. Later maakte hij ook stillevens. Na de Eerste Wereldoorlog schilderde hij veel landschappen in Zuid-Frankrijk, daartoe geïnspireerd door Paul Cézanne.
Derain illustreerde daarnaast met houtsneden boeken van Guillaume Apollinaire, Max Jacob en André Breton. Vanaf 1907 vervaardigde hij sculpturen uit steen. Derain schilderde eveneens theaterdecors. Dit na zijn grote succes in 1919 met zijn decors voor het ballet La Boutique fantasque van Serge Diaghilev.

### Vroege werken
- Zelfportret, tussen 1895-1899, olieverf op doek, verzameling Ambroise Vollard, Parijs
- De weg naar Carrières (La Route de Carrières), 1899, olieverf op doek, 48 × 64 cm, particuliere collectie, Parijs
- De begrafenis (L'Enterrement), 1899, olieverf op doek, verzameling Madame Matisse, Parijs
- Soldatenfeest in Suresnes (Le Bal des soldats à Suresnes), 1903, olieverf op doek, 176 x 168 cm, Saint Louis Art Museum
- Sneeuwlandschap bij Chatou (Paysage de neige à Chatou), circa 1904, olieverf op doek, 81 x 61 cm, privébezit, Parijs
- De brug van Le Pecq (Le Pont du Le Pecq), 1904, olieverf op doek, 81 x 116 cm, privébezit, Parijs
- Portret van Bartolomeo Savona, olieverf op doek, Barber Institute of Fine Arts, Birmingham
- Wijngaard in het voorjaar (Les vignes au printemps), circa 1904–1905, olieverf op doek, Kunstmuseum Basel

### Fauvistische jaren
- Portret van Henri Matisse, 1905, olieverf op doek, Tate Gallery, Londen
- Collioure, 1905, olieverf op doek, 72 x 91 cm, Musée d'art moderne de Troyes
- Vissersboten bij Collioure, 1905, olieverf op doek, The Philip L. Goodwin Collection, Museum of Modern Art, New York
- De Seine bij Chatou, 1906, olieverf op doek, The William S. Paley Collection, Museum of Modern Art, New York
- L'Estaque, 1906, olieverf op doek, Museum of Modern Art, New York
- De gouden eeuw (L'Age d'Or), circa 1905, olieverf op doek, 190 x 180 cm, privébezit, New York
- De dans (La Danse), circa 1905-1906, olieverf op doek, 185,4 x 228,2 cm, privébezit, New York
- De tafel, 1906, olieverf op doek, collectie Emil Bührle

### Londen
- De Big Ben (Le Big Ben), 1905-1906, olieverf op doek, 79 x 98 cm, Musée d'Art moderne, Troyes
- Charing Cross Bridge, London, 1905-1906, olieverf op doek, Museum of Modern Art, New York
- Charing Cross Bridge, London, 1906, olieverf op doek, John Hay Whitney Collectie
- View of the Thames, 1906, olieverf op doek, Mr. and Mrs. Paul Mellon Collectie
- London Bridge, 1906, olieverf op doek, Museum of Modern Art, New York
- Hyde Park, circa 1906, olieverf op doek, 66 x 99 cm, Musée d'Art moderne, Troyes
- Regent Street, London, 1906, olieverf op doek, 66 x 99,789cm, Jacques en Natasha Gelman Collectie
- De haven van Londen (Le port de Londres), 1906, olieverf op doek

### Kubistische fase
- Landschap bij Cassis (Paysage à Cassis), circa 1907, olieverf op doek, 73 x 92 cm, privébezit, Parijs
- De zwemmers (Les Baigneurs), 1908, olieverf op doek, 180 x 225 cm, verblijfplaats onbekend
- De oude brug in Cagnes (Le Vieux Pont à Cagnes), 1910, olieverf op doek, 81,3 x 99,6 cm, National Gallery of Art, Washington D.C. (Chester Dale Collection)
- Cadaquès, 1910, olieverf op doek, 60,5 x 73 cm, Kunstmuseum, Basel
- Cagnes, 1910, olieverf op doek
- Stilleven (Nature morte), 1910, olieverf op doek, 92 x 71 cm, privébezit, Parijs
- Stilleven (Still Life with Earthenware Jug and White Napkin), 1912, olieverf op doek, Hermitage, Sint-Petersburg
- Huizen aan de kade (Houses on the waterfront), 1910, olieverf op doek, Hermitage, Sint-Petersburg
- Tafel met stoelen (Table and chairs), 1912, olieverf op doek, Hermitage, Sint-Petersburg

### Gotische periode
- Weg in Camiers (La route de Camiers), 1911, olieverf op doek, 72,3 x 91,5 cm, verblijfplaats onbekend
- Kerk in Vers (L'Eglise de Vers), 1912, olieverf op doek, 66 x 94 cm, privébezit, Oxford
- Het dal van de Lot in Vers, 1912, olieverf op doek, Abby Aldrich Rockefeller Fund
- Het bos (La Forêt), 1912, olieverf op doek, 40 x 47 cm, privébezit, Bern
- De Kalvarieberg (Le Calvaire), 1912, olieverf op doek, 65 x 57,5 cm, Kunstmuseum, Basel
- Jongedame (La jeune fille), 1914, olieverf op doek, 65 x 50 cm, bezit erven Pablo Picasso, Parijs
- Portret van Iturrino, 1914, olieverf op doek, 92 x 65 cm, privébezit, Alpes-Maritimes
- Jachtstilleven (La Gibecière), 1913, olieverf op doek, 116 x 81 cm, Musée de l'Orangerie, Parijs, verzameling Jean Walter en Paul Guillaume
- Gezicht op Martigues (Martigues), 1913, olieverf op doek, 141 x 90 cm, Hermitage, Sint-Petersburg
- Stilleven (Nature morte), 1913, olieverf op doek, Hermitage, Sint-Petersburg
- De gezusters (Les Deux Soeurs), 1914, olieverf op doek, 195,5 x 130,5 cm, Statens Museum for Kunst, Kopenhagen
- Het laatste avondmaal (La Cène), 1913, olieverf op doek, 220 x 280 cm, Art Institute, Chicago
- De Zaterdag (Le Samedi), 1911-1914, olieverf op doek, 181 x 228 cm, voormalige Sowjetverzameling
- Chevalier X., 1914, olieverf op doek, 163 x 97 cm, Hermitage, Sint-Petersburg
- Stilleven voor het raam (Nature morte devant la fenêtre), 1913, olieverf op doek, 128 x 79 cm, voormalige Sowjetverzameling

### Latere jaren
- Landschap in Zuid-Frankrijk (Landscape in southern france), tussen 1917-1923, olieverf op doek, Museum of Fine Arts (Boston)
- De kunstenaar en zijn familie (L'Artiste et sa famille), 1920-1921, olieverf op doek, 116 x 89 cm, Pierre Matisse Gallery, New York
- Weg in Albano (La Route d'Albano), 1921, olieverf op doek, 62 x 50 cm, privébezit, Parijs
- Stilleven, 1923, olieverf op doek, Art Gallery of New South Wales
- Bloemstuk (Un Vase de Fleurs), circa 1924, olieverf op doek, 61 x 93 cm, privébezit, Zürich
- De versierde tafel (La Table Garnie), 1921-1922, olieverf op doek, 97,1 x 163,2 cm, privébezit, Londen
- Stilleven met rozen, borden en pijpen (Vase de roses, assiette et pipe), circa 1923-1925, olieverf op doek, 18 x 24 cm, privébezit, Basel
- Het knappe model (Le Beau Modèle), 1923, olieverf op doek, 114 x 91 cm, Musée de l'Orangerie, Parijs, verzameling Jean Walter en Paul Guillaume
- Harlekijn (Arléquin), circa 1924, olieverf op doek, 73,6 x 61 cm, National Gallery of Art, Washington, D.C. (Chester Dale Collection)
- Naakt met kat (Nu au chat), 1921-1923, olieverf op doek, 166 x 88 cm, privébezit, Parijs
- Pierrot en harlekijn (Pierrot et Harléquin), 1924, olieverf op doek, 176 x 176 cm, Musée de l'Orangerie, Parijs, verzameling Jean Walter en Paul Guillaume
- De Keukentafel (La Table de Cuisine), 1925, olieverf op doek, 120 x 120 cm, Musée de l'Orangerie, Parijs, verzameling Jean Walter en Paul Guillaume
- Landschap, circa 1928, olieverf op doek, Art Gallery of New South Wales
- Stilleven: De jacht (Nature morte: La Chasse), circa 1928, olieverf op doek, 196 x 132 cm, Carnegie Institute, Pittsburgh
- Groot naakt (Grand Nu), 1928-1929, olieverf op doek, 92 x 73 cm, privébezit, Genève
- Stilleven: Meloenen en vruchten, circa 1927, olieverf op doek, Musée de l’Orangerie, Parijs, verzameling Jean Walter en Paul Guillaume
- De grote boom (Le gros arbre), 1929-1930, olieverf op doek, Musée de l’Orangerie, Parijs, verzameling Jean Walter en Paul Guillaume
- Portret van een dame met een knot, circa 1930, olieverf op doek, Indiana University Art Museum, Bloomington
- Geneviève, 1931, olieverf op doek, 110 x 76 cm, Musée de l'Orangerie, Parijs, verzameling Jean Walter en Paul Guillaume
- De basiliek van Sint Maximin (La Basilique de St. Maximin), 1930, olieverf op doek, 60 x 73 cm, Musée National d'Art Moderne, Parijs
- Stilleven met sinaasappels (Nature morte aux oranges), 1931, olieverf op doek, Centre Georges Pompidou, Parijs
- Stilleven met vruchten en mes (Nature morte aux fruits et couteau), olieverf op doek
- De open plek (La Clairière), 1931, olieverf op doek, 50 x 62 cm, Musée de l'Orangerie, Parijs, verzameling Jean Walter en Paul Guillaume
- Vaas met bloemen (Fleurs dans un Vase), 1932, 75 x 95,3 cm, National Gallery of Art, Washington, D.C. (Chester Dale Collection)
- De verrassing (La Surprise), 1938, 140 x 306 cm, privébezit, New York
- Hertenjacht (La Chasse aux Cerfs), circa 1938, olieverf op doek, 198 x 161 cm, van 1938 tot 1957 in de Winterbotham Collectie, Chicago Art Institute
- Stilleven met konijn, 1938, olieverf op doek, Centre Georges Pompidou, Parijs
- De kunstenaar en zijn familie (Le Peintre et sa Famille), circa 1939, olieverf op doek, 174 x 124 cm, privébezit, Parijs
- Vrouw met fruit (Femme épluchant des fruits), 1938-1939, olieverf op doek, 92 x 74 cm
- Stilleven (Nature morte), 1938-1939, olieverf op doek, 95 x 130 cm, Musée d'Art moderne, Troyes
- Stilleven met vruchten en bloemen (Nature morte aux fruits et feuillages), circa 1945, olieverf op doek, 114 x 143 cm, Musée d'Art moderne, Troyes
- Landschap bij Donnemarie (Paysage de Donnemarie), circa 1940, olieverf op doek
- Stilleven op zwarte ondergrond (Nature morte fond noir), circa 1945, olieverf op doek, 97 x 130 cm, Musée d'Art moderne, Troyes
- Landschap aan de Loire (Paysage sur les bords de la Loire, à Ousson), circa 1942, olieverf op doek, 65 x 92 cm, Musée d'Art moderne, Troyes
- Amiens, circa 1946, olieverf op doek, 90 x 109 cm, Musée d'Art moderne, Troyes
- Donker landschap (Paysage Triste), circa 1946, olieverf op doek, 36 x 40 cm, Musée d'Art moderne, Troyes
- De Bacchantes (Les Bacchantes), olieverf op doek, 50 x 61 cm, circa 1945, Musée d'Art moderne, Troyes

## Werk in openbare collecties (selectie)
- Centre Georges Pompidou, Parijs
- Fine Arts Museums of San Francisco, San Francisco
- Hermitage, Sint-Petersburg
- LaM, Villeneuve d'Ascq
- Metropolitan Museum of Art, New York
- Rijksmuseum Amsterdam[1]
- Museum de Fundatie, Zwolle
- Singer Museum, Laren

## Tentoonstellingen (selectie)
- Zijn werken waren te zien op de documenta (1955), de documenta II (1959) en de documenta III in 1964 in Kassel
- Cézanne, Aufbruch in die Moderne van 18 september 2004 t/m 16 januari 2005 in het Museum Folkwang in Essen[2]